# John Harold Lozano
John Harold Lozano Prado (Cali, 30 de març de 1972) és un exfutbolista colombià que jugava com a centrecampista. Va ser internacional amb la selecció colombiana.

## Trajectòria
Com a futbolista, els dos clubs on passà més anys foren l'América de Cali i el Reial Valladolid d'Espanya. També defensà, més breument, els colors dels clubs Palmeiras (Brasil), Club America (Mèxic) i el RCD Mallorca on jugà la temporada 2002-03.
Fou 48 cops internacional amb la selecció de Colòmbia, amb la qual disputà els Mundials de 1994 i 1998.